# Christoph Schlüter (Geistlicher)
Christoph Schlüter (auch: Schlüterus, Schlütter; * 11. Februar 1614 in Zahna; † 1690 in Frohburg) war ein lutherischer Pfarrer in Dabrun und Frohburg.

## Leben
Christoph Schlüter wurde in Zahna als Sohn des Richters Andreas Schlüter und dessen Frau Catharina Wendick geboren. Er besuchte die Schule in Zahna und Wittenberg und studierte ab 1634 an der Universität Wittenberg bis zur Exmatrikulation als Magister am 31. März 1640. Er war von 1640 bis 1656 Pfarrer in Dabrun und von 1656 bis zu seinem Tod 1690 Pfarrer in Frohburg.
Er war verheiratet mit der Tochter des ehemaligen Organisten der Dresdner Kreuzkirche, Elias Lißberger. Das Paar hatte mindestens ein Kind, die Tochter Anne Marie. Sie heiratete in Frohburg den Arzt David Külbel († 1. Juli 1722 in Frohburg).

## Schriften
Der Pfarrer hinterließ mehrere Schriften. Sein Gesuch an den sächsischen Herzog Johann Georg spiegelt dabei die großen Zerstörungen und Entvölkerungen nach dem Dreißigjährigen Krieg wider. Mit seinem vom 25. April 1653 datierten Schreiben ersuchte er, seiner Pfarrei das durch den Krieg weitgehend verwüstete und entvölkerte Kirchspiel Rackith zuzuschlagen.
Eine umfangreiche Predigt Schlüters unter dem Eindruck des größten Elbehochwassers im 17. Jahrhundert am 8. Februar 1655 erschien im Druck. Kurz darauf wechselte er in die sächsische Stadt Frohburg und verfasste dort 1668 eine Leichenpredigt für August Friedrich von Kötteritz, die erhalten ist.